# Lukáš Nachtman
Lukáš Nachtman je český fotbalový obránce, momentálně působící v týmu Sokol Nespeky. Začínal v pěti letech v Tempu Praha. Nejvyšší žákovskou soutěž hrál za Junior Praha. Od čtrnácti let patřil pražské Slavii. Do ligového kádru byl zařazen v červenci 2003. Od ledna 2005 do ledna 2006 byl na hostování v Blšanech. V červenci 2006 se opět dostal do ligového kádru Slavie Praha. V roce 2007 přestoupil po těžkém zranění kolene do týmu 2. slovenské ligy Rimavská Sobota. V roce 2008 přestoupil do Slovanu Bratislava se kterým získal ligový titul. V roce 2009 přišlo hostováni v Artmédii Bratislava kde si ale opět poranil koleno. Aktuálně hraje v týmu Sokola Nespeky a je majitelem pokrové aplikace PokerList.